# شركة كراتشي للإمدادات الكهربائية
شركة كراتشي لامدادات الكهرباء المحدودة (KESC)، (سابقا شركة توريد كهرباء كراتشي)، تأسست في عام 1913 عن طريق قانون الشركات الهندية لعام 1882. في عام 1952، حصلت حكومة باكستان (الحزب الجمهوري) على أغلبية اسهم الشركة.
شركة كراتشي لامدادات الكهرباء هي شركة الكهرباء الوحيدة المتكاملة في باكستان، وحصلت على حقوق الامتياز الحصري لخدمة كراتشي، أكبر المدن الباكستانية، والمناطق المحيطة بها. الشركة لديها نحو 18000 موظف، وتمتد شبكاتها على مساحة 6000 كم، وتخدم ما يقارب مليوني عميل. كما أن اسهمها مدرجة في سوق البورصة في باكستان، ويقدر رأس مال الشركة بحوالي 725 مليون دولار، وبلغت إيراداتها ما يقارب مليار دولار للسنة المالية 2008.

## وصلات خارجية
- الموقع الرسمي
- بوابة خدمة العملاء الذاتية